# Splendor (jeu de société)
Pour les articles homonymes, voir Splendor.
Splendor est un jeu de société français créé par Marc André, illustré par Pascal Quidault, édité par Space Cowboys et distribué par Asmodee Éditions. Il a été édité pour la première fois en mars 2014.
Pour 2 à 4 joueurs, à partir de 10 ans pour environ 30 minutes.

## Principe général
Le joueur dirige une guilde de marchands de la Renaissance, l'objectif étant de devenir le notable le plus reconnu en accumulant des points de prestige. Les cartes représentent des mines, des navires et des commerçants. Chaque carte produit une ressource et peut rapporter des points de prestige.
Le principal atout de Splendor est un juste mélange entre des règles simples d'accès, et la nécessité de bien calculer, peser et prévoir ses choix pour gagner. Une stratégie de jeu qui tempère le hasard dû à la distribution des cartes.
Quatre extensions du même auteur ont vu le jour en 2018 dans une même boîte sous le nom Les cités de Splendor. Il s'agit des extensions Les cités, Les comptoirs, L'Orient et Les bastions.

## Matériel
Le matériel du jeu de base se compose de 40 jetons, 90 cartes développement et 10 tuiles nobles.

### Les jetons
Les 40 jetons matérialisant des pierres précieuses servent de monnaie pour le jeu. 
Ils sont répartis comme suit, 7 jetons rubis, 7 jetons émeraude, 7 jetons onyx, 7 jetons saphir, 7 jetons diamant et 5 jetons joker or. 
Les jetons joker or peuvent remplacer n'importe quel autre type de jeton.
Les jetons sont très appréciés des joueurs de Splendor qui les jugent très agréables au toucher, pour certains c'est même l'une des raisons de la popularité du jeu. L'éditeur Space Cowboys avait fait savoir dans le dossier de presse du jeu que les jetons de Splendor sont l'équivalent en poids et en taille des jetons de casino de luxe, ce qui explique ce ressenti.

### Les cartes de développement
Les 90 cartes développement sont réparties en 3 niveaux :  
- Les cartes de niveau 1 sont au nombre de 40 et représentent des mines.
- Les cartes de niveau 2 sont au nombre de 30 et représentent des moyens de transport et des artisans.
- Les cartes de niveau 3 sont au nombre de 20 et représentent des bijouteries en ville.

Les cartes de développements ont toutes un prix d'achat, indiqué en bas à gauche de la carte, et apportent un bonus de la pierre précieuse représentée en haut à droite de la carte.
Certaines cartes octroient des points de prestiges qui peuvent varier de 1 à 5, le nombre de points est indiqué en haut à gauche de la carte.

### Les tuiles nobles
Les tuiles nobles sont au nombre de 10, et rapportent chacune 3 points.
Les tuiles représentent toutes des personnages historiques :
- Anne de Bretagne
- Élisabeth de Habsbourg
- Isabelle la Catholique
- Nicolas Machiavel
- François Ier
- Marie Stuart
- Catherine de Médicis
- Soliman le Magnifique
- Charles Quint
- Henri VIII

## Règles du jeu

### But du jeu
Le premier joueur à atteindre 15 points de prestige déclenche le dernier tour de jeu de la partie. Le vainqueur sera le joueur qui détient le plus de points de prestige à la fin de ce dernier tour.

### Mise en place
Mélanger chaque niveau de cartes indépendamment puis révéler sur 3 lignes, 4 cartes de chaque niveau. Poser les cartes inutilisées en pioche à proximité des cartes visibles.
Mélangez les tuiles noble face cachée et révélez en sur la table autant qu’il y a de joueurs plus une, face visible et accessible à tous les joueurs. Rangez les tuiles nobles inutilisées dans la boîte
Disposer sur la table les éléments suivants en fonction du nombre de joueurs
- à 2 joueurs, disposer 4 jetons de chaque type, 5 jetons joker or et 3 tuiles nobles.
- à 3 joueurs, disposer 5 jetons de chaque type, 5 jetons joker or et 4 tuiles nobles.
- à 4 joueurs, disposer 7 jetons de chaque type, 5 jetons joker or et 5 tuiles nobles.

### Déroulement
À chaque tour, le joueur à le choix entre 3 actions :
1. Acheter une carte en payant le coût correspondant.
2. Réserver une carte et prendre un jeton or.
3. Prendre des jetons. Soit 3 jetons de couleurs différentes (sauf l'or), ou 2 jetons de couleur identique à condition que la pile comprenne au minimum 4 jetons au début du tour du joueur.

Tout au long du jeu, les joueurs vont accumuler des cartes qui réduiront le coût des achats suivants. Si un joueur a acheté les cartes correspondantes à celles mentionnées sur une tuile noble, automatiquement le noble rejoindra ce joueur et lui rapportera 3 points de prestige.

### Fin de la partie
La partie se termine lorsqu'un joueur atteint 15 points de prestige, juste après avoir terminé le tour de table afin de permettre à chaque joueur d'avoir joué le même nombre de fois.
C'est le joueur qui possède le plus grand nombre de points de prestige à la fin du tour qui remporte la partie, et en cas d'égalité, c'est celui qui possède le moins de carte de développement qui l'emporte.

## Extensions

### Les cités de Splendor
Les Cités de Splendor, réunissant quatre extensions indépendantes (Les Cités, Les Comptoirs, L'Orient et les Bastions), chacune vous permettant de jouer à Splendor d'une nouvelle manière grâce à de nouveaux objectifs, de puissants pouvoirs, des cartes inédites ou encore une accélération de votre expansion. 
Les Cités de Splendor ne peut être joué qu'avec le jeu de base Splendor. 

## Versions

### Splendor Classique
En plus du français, Splendor est disponible en anglais, espagnol, japonais, italien, grecque, thaï, portugais, chinois, hongrois, coréen, danois, finlandais, suédois, norvégien, hollandais, polonais, tchèque et roumain.

### Splendor Marvel
Splendor Marvel, une version de Splendor classique dans l'univers graphique de Marvel avec quelques adaptations au niveau des règles :
- La partie se termine lorsqu'un joueur parvient à assembler le Gant de l'Infini (qui nécessite 16 points de victoire, 1 carte de chaque couleur et 1 jeton vert).
- Certaines cartes octroient des jetons bonus lorsque vous les achetez et c'est par ailleurs l'unique moyen d'obtenir des jetons verts.
- Certaines cartes octroient des symboles Avengers lorsque vous les achetez, symboles qui permettent d'obtenir le mécène Avengers Rassemblement qui est toujours choisis en début de partie et qui nécessite 3 symboles Avengers.

## Splendor, le jeu vidéo
La version numérique de Splendor est distribuée par Days of Wonders. Ce jeu est disponible sur Google Play, App Store, Amazon Appstore, et Steam.

## Récompenses
- 2014
  - Board Game Quest Awards, Catégorie Famille, Meilleur jeu[5]
  - Golden Geek Awards, Catégorie Illustrations & Présentation, Nommé[6]
  - Golden Geek Awards, Catégorie Famille, Meilleur jeu[7]
  - Golden Geek Awards, Catégorie Jeu de l'année, Meilleur jeu[8]
  - Les Trois Lys, Catégorie Grand public, Finaliste[9],[10]
  - Meeples’ Choice Award, Gagnant[11]
  - Spiel des Jahres, Catégorie Jeu de l'année, Nommé[12]
  - Tric Trac d'Or, 3e place (Tric Trac de Bronze)[13],[14]
  - UK Games Expo, Catégorie Nouveau jeu, Meilleur jeu[15]
  - Vuoden Peli, Catégorie Jeu de l'année adulte, Meilleur jeu[16],[17]
- 2015
  - Gioco dell'Anno, Catégorie Jeu de l'année, Nommé[18],[19]
  - Hungarian Board Game Award, Catégorie Jeu de l'année, Nommé[20],[21]
  - Nederlandse Spellenprijs, Catégorie Famille, Meilleur jeu[22]
  - Origins Awards, Catégorie jeux de cartes, Meilleur jeu